# Старчевиці
Старчевиці (пол. Starczewice) — село в Польщі, у гміні Корчев Седлецького повіту Мазовецького воєводства.
Населення — 88 осіб (2011).

## Демографія
Демографічна структура станом на 31 березня 2011 року:
|          | Загалом | Допрацездатний вік | Працездатний вік | Постпрацездатний вік |
| -------- | ------- | ------------------ | ---------------- | -------------------- |
| Чоловіки | 48      | 3                  | 33               | 12                   |
| Жінки    | 40      | 6                  | 21               | 13                   |
| Разом    | 88      | 9                  | 54               | 25                   |